# Lonnie Gordon
Lonnie Gordon, född 8 november 1965 i Philadelphia i Pennsylvania, är en amerikansk sångare och låtskrivare. Hon fick sitt genombrott 1989 och 1990 med låtar som "Happenin' All Over Again" och "Beyond Your Wildest Dreams". Låtarna var producerade av Stock Aitken Waterman.

## Diskografi
Studioalbum
- If I Have to Stand Alone (1991)
- Bad Mood (1993)
- No Regret (2000)
- Looking Through Time (2007)
- If I Have to Stand Alone - Special Edition (2009)

Samlingsalbum
- Very Best of Lonnie Gordon (2002)
- Anthems, Vol. I (2007)
- Anthology Vol. 1 (2007)
- Anthology Vol. 2 (2007)